# Chandai
Chandai (ʃɑ̃.dɛⓘ) es una población y comuna francesa, situada en la región de Baja Normandía, departamento de Orne, en el distrito de Mortagne-au-Perche y cantón de L'Aigle-Est.

## Demografía
| 438 | 416 | 494 | 555 | 583 | 532 |
| Para los censos de 1962 a 1999 la población legal corresponde a la población sin duplicidades (Fuente: INSEE [Consultar]) |     |     |     |     |     |